# Laurent Carrasco
Pour les articles homonymes, voir Carrasco.

a Compétitions nationales et continentales officielles uniquement.

b Matchs officiels uniquement.
Laurent Carrasco, né le 7 novembre 1976 à Villeneuve-sur-Lot, est un joueur de rugby à XIII français évoluant au poste de troisième ligne, de deuxième ligne ou de pilier. Formé à Villeneuve-sur-Lot, il est un des acteurs des titres de Championnat de France et Coupe de France obtenus. Il se rend une année à Toulouse avant de revenir à Villeneuve-sur-Lot, puis tente une expérience en rugby à XV à Figeac une année en 2014. Il finit toutefois sa carrière à Villeneuve-sur-Lot, club pour lequel il joue toujours en 2019.
Il est sélectionné en équipe de France pour la Coupe du monde 2000 et Coupe du monde 2008.
Il est prévu qu'il prenne sa retraite sportive à la fin de la saison 2019-2020 pour embrasser la carrière d'entraineur.

## Biographie
Laurent Carrasco dispute son premier match dans le championnat national face au XIII Catalan, en 1994, et cela à l'âge de dix-sept ans.
Formé à l'« école villeneuvoise » il aura, en 2011, déjà porté trente fois les couleurs de l'équipe de France.

## Palmarès
- Collectif :
  - Vainqueur de la Coupe d'Europe des nations : 2005 (France).
  - Vainqueur du Championnat de France : 1996, 1999, 2001 et 2003 (Villeneuve-sur-Lot).
  - Vainqueur de la Coupe de France : 1999, 2000, 2002 et 2003 (Villeneuve-sur-Lot).
  - Finaliste du Championnat de France : 1991, 1997 et 1998 (Villeneuve-sur-Lot).

### Détails en sélection
| 1.  | 11 novembre 1998  | Écosse               | 26-22 | Tri-Nations Europe | remplaçant      | 0 | 0 | 0 | 0 |
| 2.  | 13 octobre 1999   | Angleterre           | 20-28 | Amical             | Troisième ligne | 0 | 0 | 0 | 0 |
| 3.  | 23 octobre 1999   | Angleterre           | 20-50 | Amical             | Troisième ligne | 0 | 0 | 0 | 0 |
| 4.  | 11 novembre 1999  | Maroc                | 80-8  | Coupe Méditerranée | Troisième ligne | 0 | 0 | 0 | 0 |
| 5.  | 14 novembre 1999  | Liban                | 38-24 | Coupe Méditerranée | Troisième ligne | 0 | 0 | 0 | 0 |
| 6.  | 28 octobre 2000   | Papouas.-Nlle-Guinée | 20-23 | Coupe du monde     | Remplaçant      | 0 | 0 | 0 | 0 |
| 7.  | 1er novembre 2000 | Tonga                | 28-8  | Coupe du monde     | Remplaçant      | 0 | 0 | 0 | 0 |
| 8.  | 5 novembre 2000   | Afrique du Sud       | 56-6  | Coupe du monde     | Remplaçant      | 0 | 0 | 0 | 0 |
| 9.  | 12 novembre 2000  | Nouvelle-Zélande     | 6-54  | Coupe du monde     | Remplaçant      | 0 | 0 | 0 | 0 |
| 10. | 10 juin 2001      | Nouvelle-Zélande     | 6-54  | Amical             | Troisième ligne | 0 | 0 | 0 | 0 |
| 11. | 17 juin 2001      | Papouas.-Nlle-Guinée | 27-16 | Amical             | Troisième ligne | 0 | 0 | 0 | 0 |
| 12. | 20 juin 2001      | Papouas.-Nlle-Guinée | 24-34 | Amical             | Troisième ligne | 0 | 0 | 0 | 0 |
| 13. | 26 juin 2001      | Irlande              | 56-16 | Amical             | Troisième ligne | 0 | 0 | 0 | 0 |
| 14. | 3 juillet 2001    | Écosse               | 20-42 | Amical             | Troisième ligne | 0 | 0 | 0 | 0 |
| 15. | 26 octobre 2001   | Grande-Bretagne      | 12-42 | Amical             | Troisième ligne | 0 | 0 | 0 | 0 |
| 16. | 2 novembre 2002   | Liban                | 6-36  | Coupe Méditerranée | Troisième ligne | 0 | 0 | 0 | 0 |
| 17. | 30 novembre 2002  | Nouvelle-Zélande     | 10-36 | Amical             | Troisième ligne | 0 | 0 | 0 | 0 |
| 18. | 19 octobre 2003   | Maroc                | 72-0  | Coupe Méditerranée | Pilier          | 0 | 0 | 0 | 0 |
| 19. | 22 octobre 2003   | Serbie               | 120-0 | Coupe Méditerranée | Remplaçant      | 4 | 1 | 0 | 0 |
| 20. | 25 octobre 2003   | Liban                | 18-26 | Coupe Méditerranée | Troisième ligne | 0 | 0 | 0 | 0 |
| 21. | 1er novembre 2003 | Irlande              | 26-18 | Coupe d'Europe     | Troisième ligne | 0 | 0 | 0 | 0 |
| 22. | 9 novembre 2003   | Écosse               | 6-8   | Coupe d'Europe     | Troisième ligne | 0 | 0 | 0 | 0 |
| 23. | 16 novembre 2003  | Angleterre           | 6-68  | Coupe d'Europe     | Troisième ligne | 0 | 0 | 0 | 0 |
| 24. | 16 octobre 2004   | Russie               | 58-0  | Coupe d'Europe     | Remplaçant      | 0 | 0 | 0 | 0 |
| 25. | 11 novembre 2004  | Nouvelle-Zélande     | 20-24 | Amical             | Remplaçant      | 0 | 0 | 0 | 0 |
| -   | 21 novembre 2004  | Australie            | 30-52 | Amical             | Remplaçant      | 0 | 0 | 0 | 0 |
| 26. | 16 octobre 2005   | Russie               | 80-0  | Coupe d'Europe     | Deuxième ligne  | 0 | 0 | 0 | 0 |
| 27. | 30 octobre 2005   | Géorgie              | 60-0  | Coupe d'Europe     | Deuxième ligne  | 0 | 0 | 0 | 0 |
| 28. | 5 novembre 2005   | Pays de Galles       | 38-16 | Coupe d'Europe     | Remplaçant      | 0 | 0 | 0 | 0 |
| 29. | 18 novembre 2005  | Nouvelle-Zélande     | 22-38 | Amical             | Deuxième ligne  | 0 | 0 | 0 | 0 |
| 30. | 27 juin 2007      | Nouvelle-Zélande     | 14-22 | Amical             | Troisième ligne | 0 | 0 | 0 | 0 |
| 31. | 27 octobre 2007   | Écosse               | 46-16 | Amical             | Troisième ligne | 0 | 0 | 0 | 0 |
| 32. | 3 novembre 2007   | Papouas.-Nlle-Guinée | 38-26 | Amical             | Troisième ligne | 0 | 0 | 0 | 0 |
| 33. | 10 novembre 2007  | Papouas.-Nlle-Guinée | 22-16 | Amical             | Troisième ligne | 0 | 0 | 0 | 0 |
| 34. | 27 juin 2008      | Angleterre           | 8-56  | Amical             | Deuxième ligne  | 0 | 0 | 0 | 0 |
| 35. | 1er novembre 2008 | Fidji                | 6-42  | Coupe du monde     | Remplaçant      | 0 | 0 | 0 | 0 |
| 36. | 9 novembre 2008   | Samoa                | 10-42 | Coupe du monde     | Remplaçant      | 0 | 0 | 0 | 0 |